# نفريتس الثاني
نفريتس الثاني، (بالإنجليزية: Nepherites II)‏، بالهيروغليفية: (نيف عو رود الثاني) (بالإنجليزية: Nefaarud II)‏، هو فرعون مصر منذ وفاة والده هاكور عام 380 ق.م. كان آخر فراعنة الأسرة المصرية التاسعة والعشرين وابن هاكور. خلعه وقتله على الأرجح نخت انبو الأول بعد أربعة أشهر فقط من حكمه لمصر.

## خلفية تاريخية
لم يظهر اسمه على أي أثر، لكن التوثيق الوحيد له موجود في ختام مانيتو، وفي التاريخ الديموطي.

## مقالات ذات صلة
- الأسرة المصرية التاسعة والعشرين
- هاكور
- نخت انبو الأول
- مدينة هرقليون